# Швайнсберг (замок, Гессен)
Швайнсберг (нем. Burg Schweinsberg) — средневековый замок на высоком холме в бывшем городе Швайнсберг (в настоящее время район города Штадталлендорф), в округе Марбург-Биденкопф, в центральном Гессене в Германии.

## История

### Ранний период
В XI веке территория нынешнего Швайнсберга была в собственности рода фон Мерлау. Основателем замка стал Гунтрам фон Марбург унд фон Грюнберг, рождённый от брака Гунтрама Фогта с сестрой Эберхарда фон Мерлау. Около 1230 году во времена святой Елизаветы Венгерской Гунтрам, к тому времени ландграф Тюрингский, построил собственный замок на базальтовом скалистом холме. Гунтрам с дозволения короля Генриха IV Распе с той поры стал именоваться фон Швайнсберг.

### Эпоха Ренессанса
Около 1482 года замок был значительно расширен Гансом Якобом фон Эттлингеном и усилен в качестве оборонительного сооружения. В частности была построена высокая наружная стена (цвингер), защищённая тремя полукруглыми башнями выступающими за пределы стен. Внутри в качестве донжона была возведена отдельная высокая башня. Главная резиденция была построена между 1459 и 1497 годами Конрадом фон Швайнсбергом. Перед главными воротами был создан внешний контур укрепления (форбург), проход в них прикрывала оборонительной башня, которая сохранилась до наших дней.
В годы Тридцатилетней войны часть укреплений была разрушена во время взрыва в пороховом арсенале. Затем ландграфиня Амалия Элизабет распорядилась полностью снести все укрепления замка. Остались фактически только основания стен и башен. 

### XIX-XX века

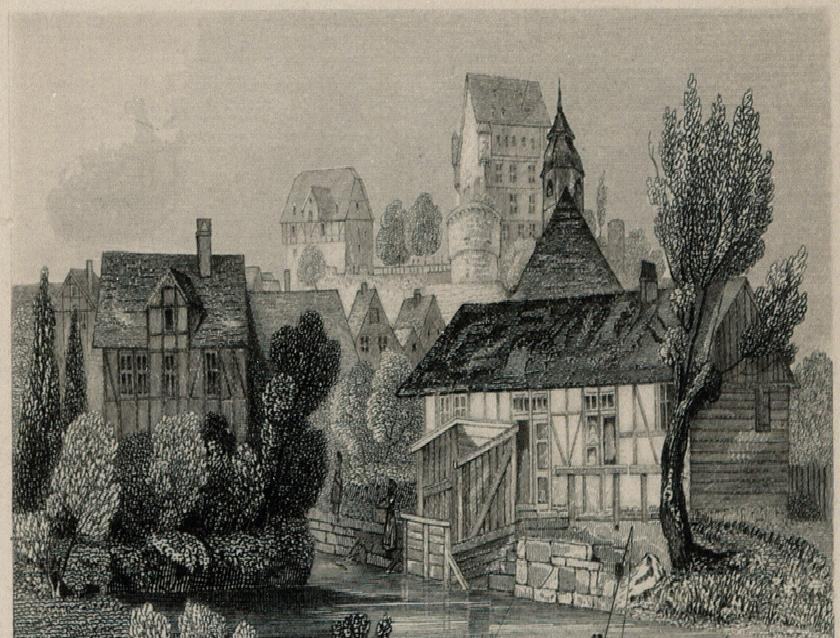
Рисунок 1850 года с изображением замка Швайнсберг

В начале XIX века замок оказался почти полностью заброшенным. Но в 1852 году резиденция была перестроена бароном Морицем фон Швайнсбергом. Под руководством марбургского архитектора Ланге главное здание получило неоготический облик. Реконструкция почти не сохранила прежних средневековых построек, но соответствовала тогдашней моде на более романтический стиль. Параллельно с ремонтными работами был создан сад. Благодаря этой радикальной перестройке Швайнсберг сегодня является скорее примером архитектуры эпохи романтизма, чем примером средневекового замка. 
Два сохранившихся здания замка были тщательно отреставрированы в 1982 году и 1998 годах. Всего было создано семь отдельных квартир. Здесь в настоящее время проживают потомки рода фон Швайнсберг. В сумме семья фон Швайнсберг проживает здесь уже более 780 лет. Это один из рекордных показателей для Германии.

## Расположение
Замок расположен на возвышенном базальтовом плато. Укрепления находятся на высоте около 215 метров над уровнем моря.

## Галерея

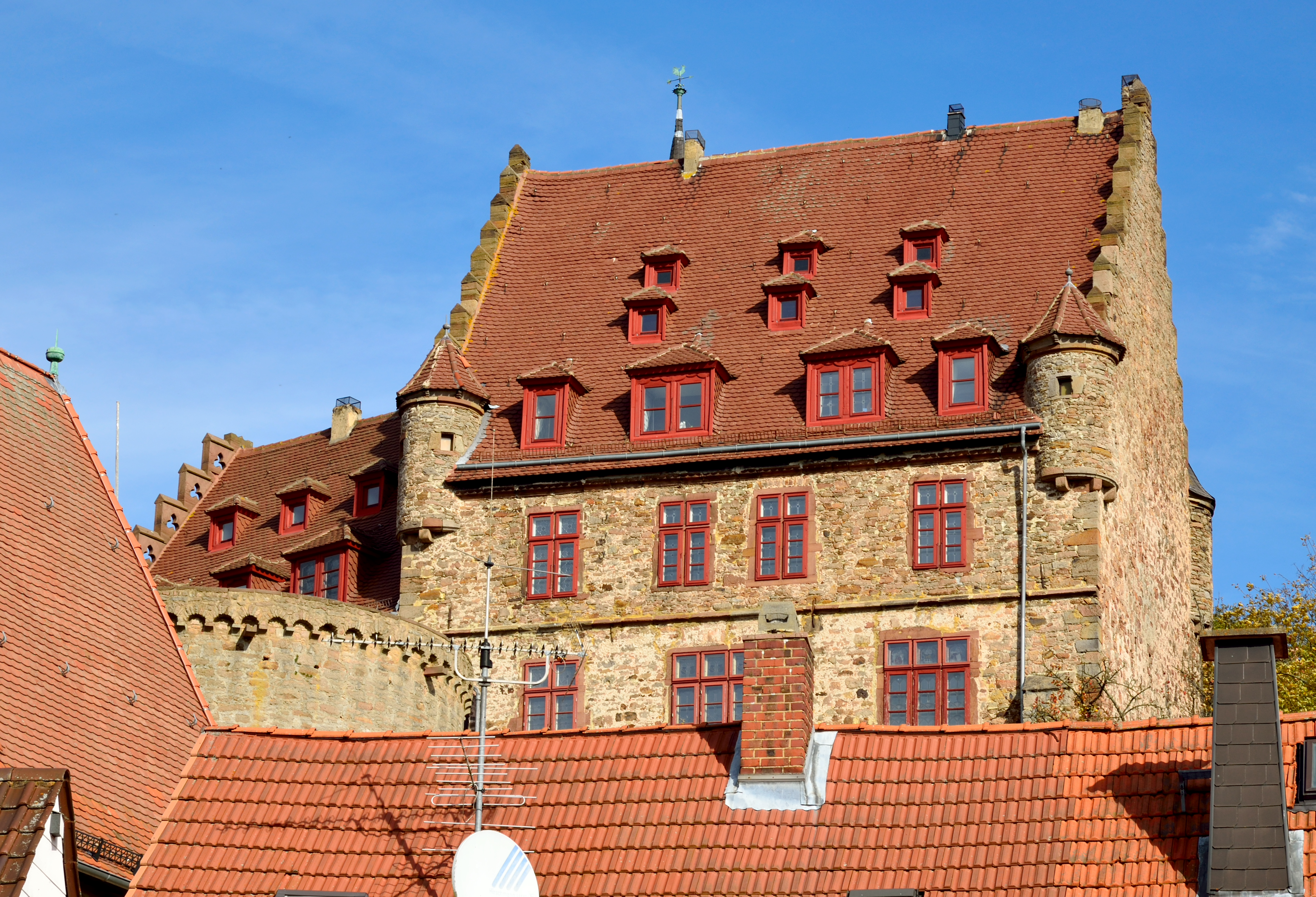
Главное здание замка
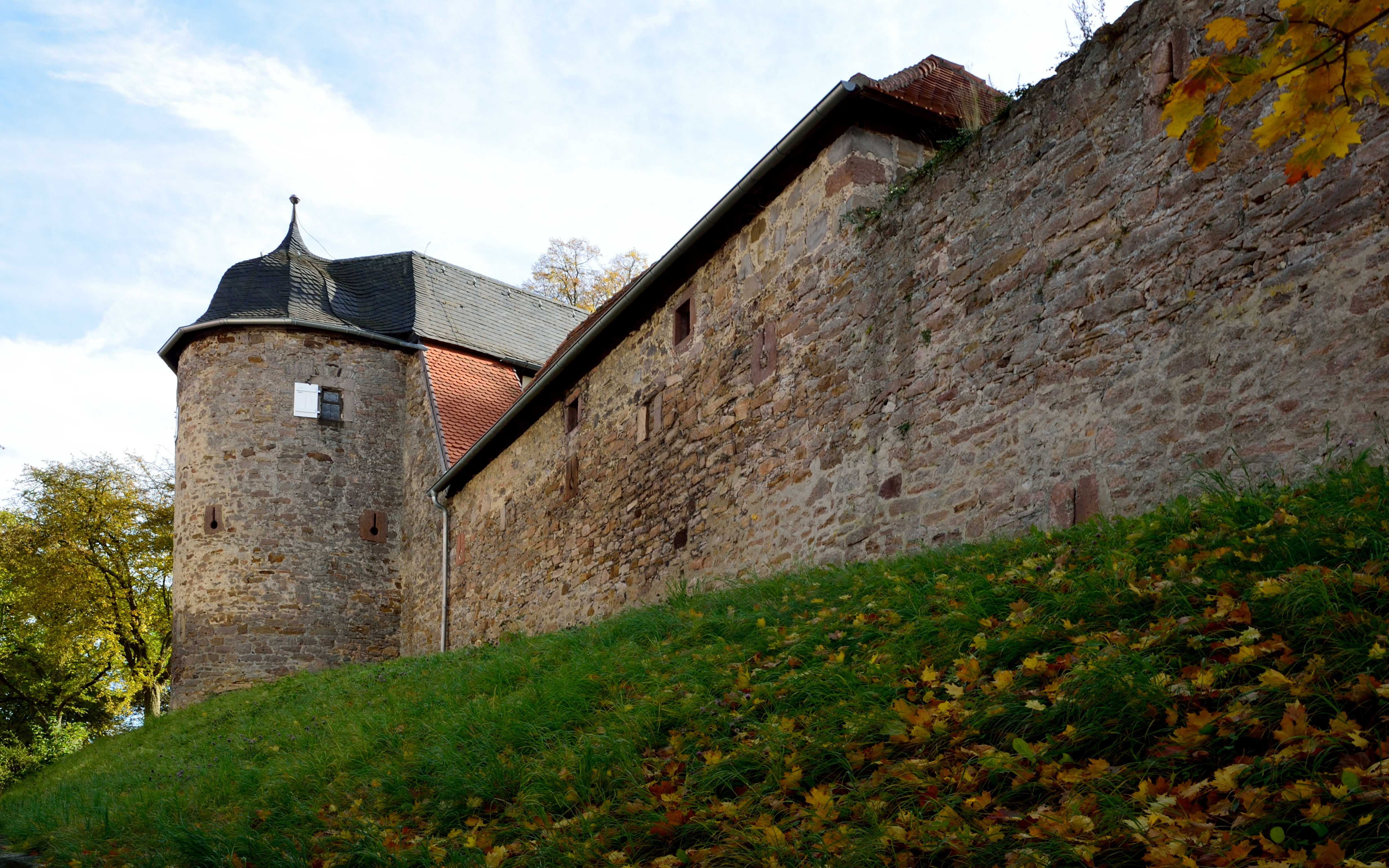
Фрагмент внешних стен
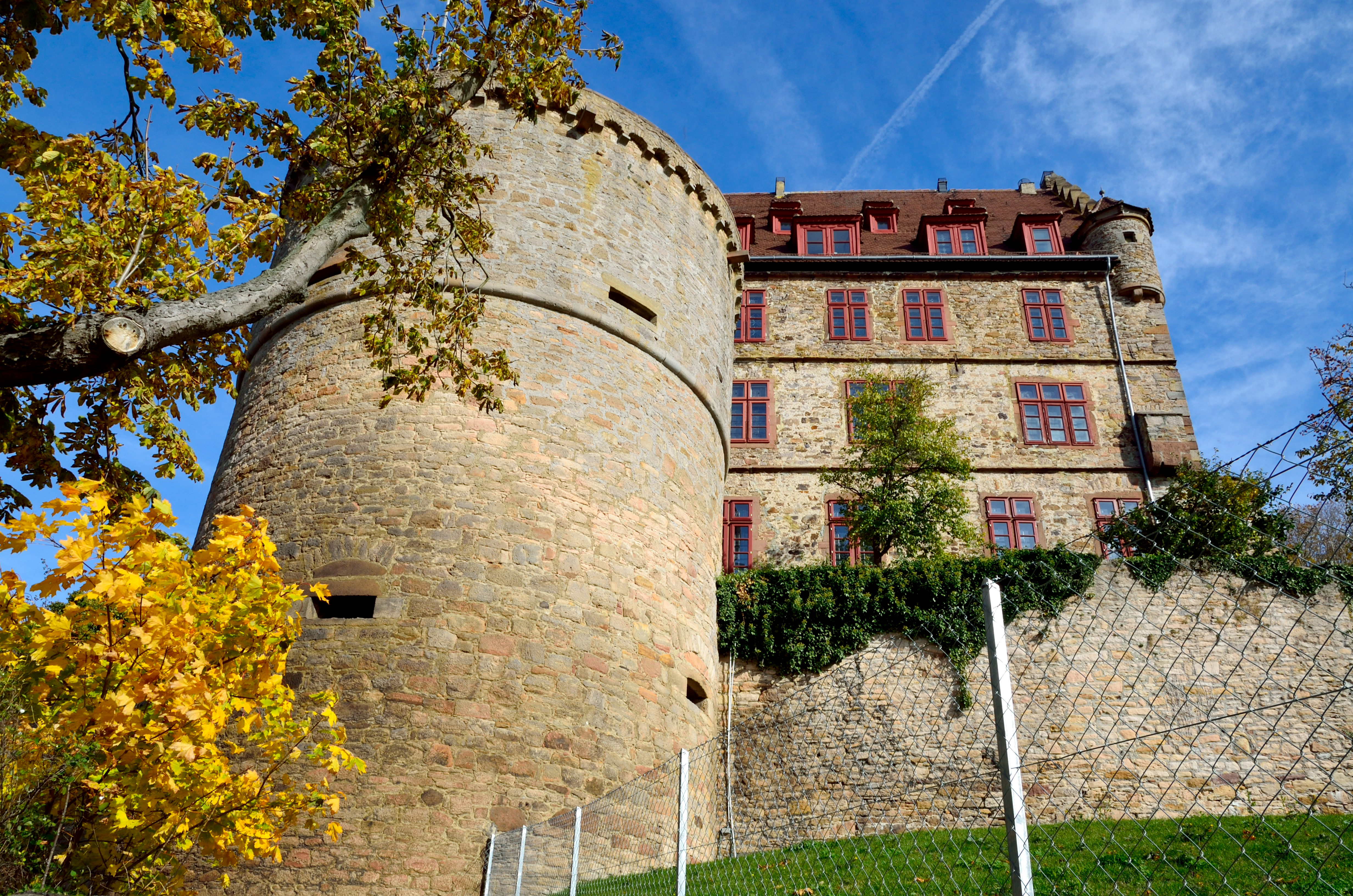
Круглая оборонительная башня
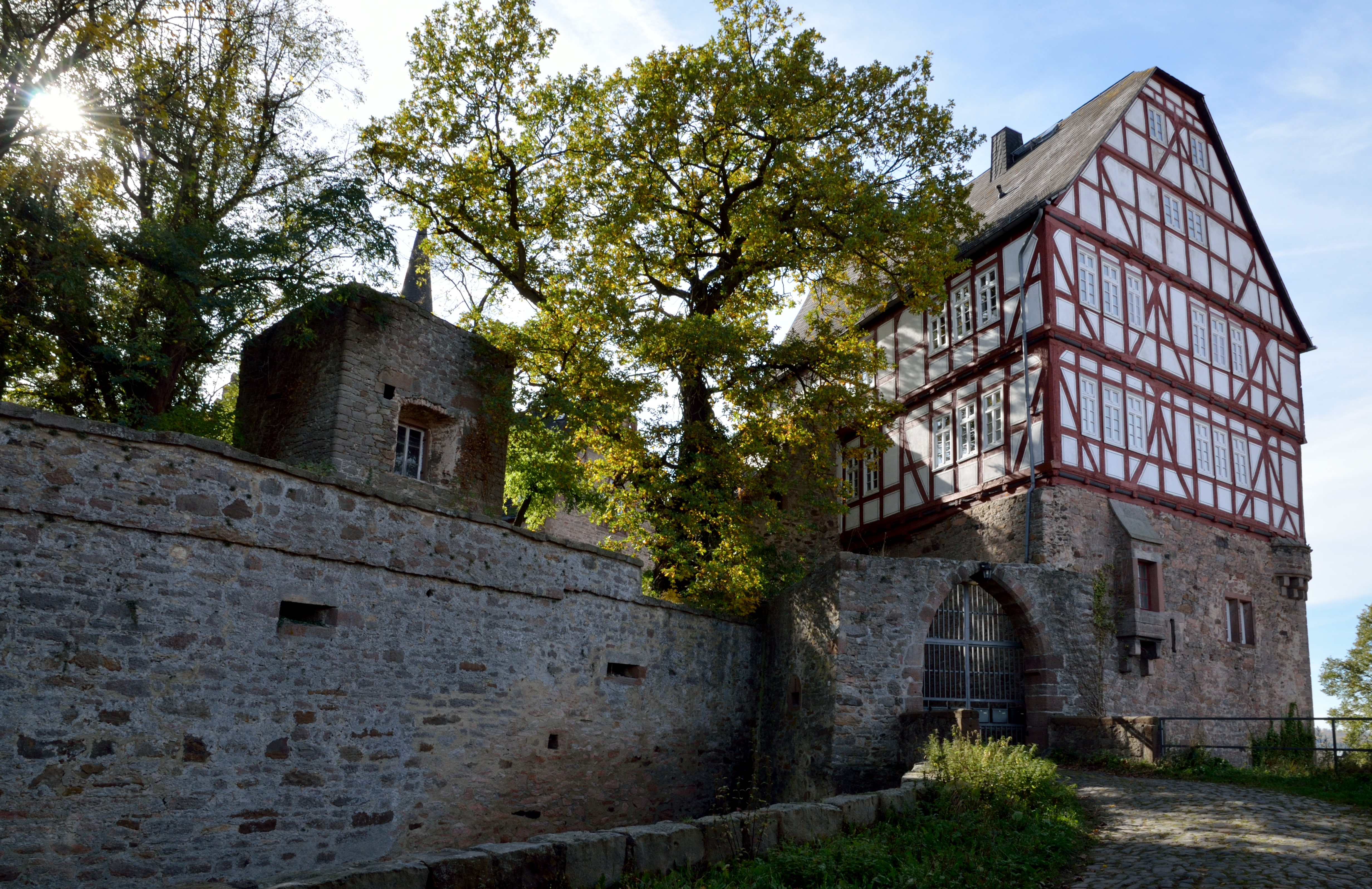
Фахверковые фасады зданий замка
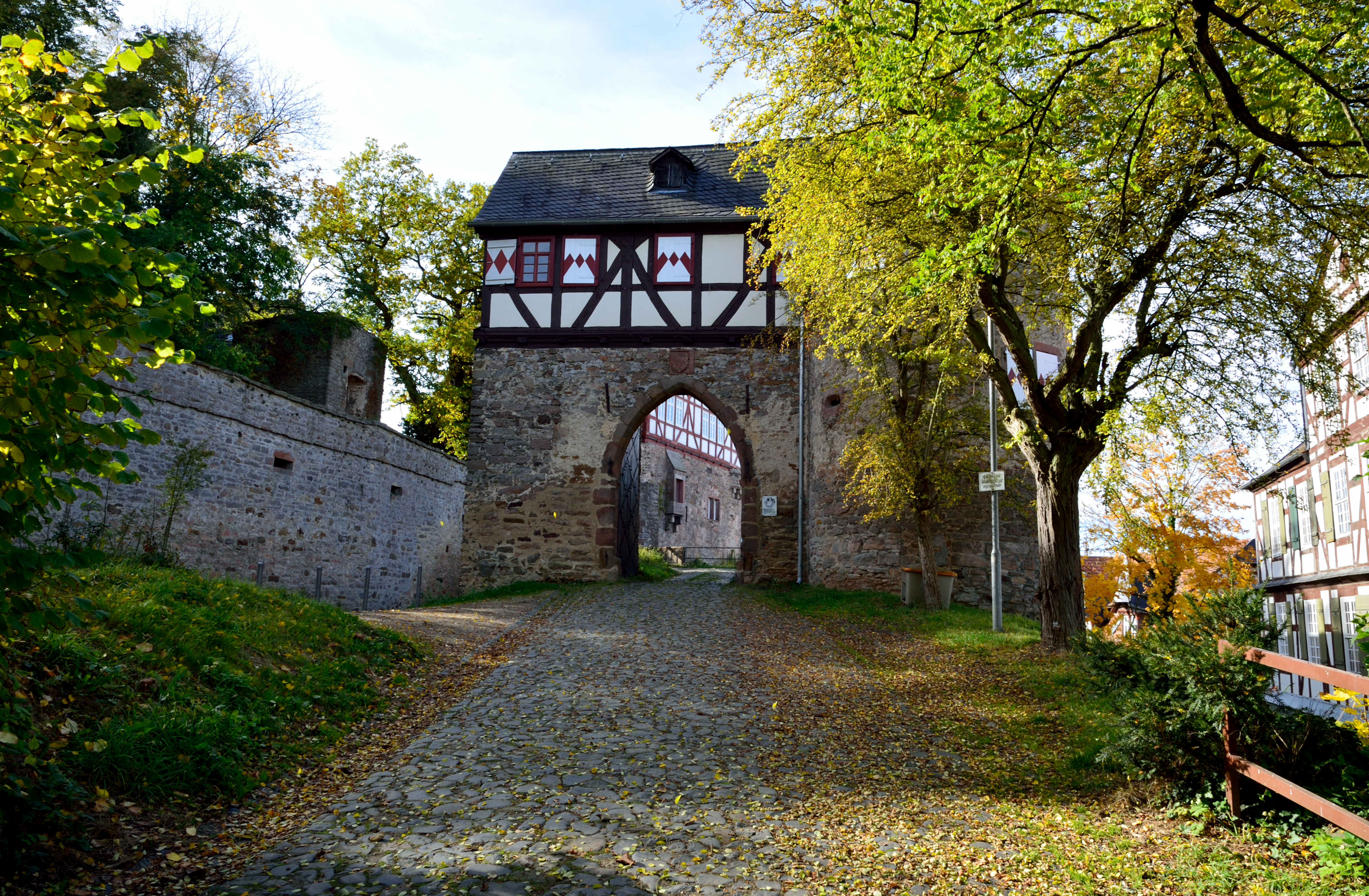
Ворота, ведущие в крепость